# International Songwriting Competition
International Songwriting Competition, fundado en 2002, es un concurso anual para compositores profesionales o aficionados. No hay que asistir a ningún evento físico, ya que el concurso se celebra en línea, y cualquier persona del mundo puede participar. Cada año, el certamen reparte más de 150.000 dólares en efectivo y premios, incluidos 25.000 dólares en efectivo para el ganador del Gran Premio. Además, ofrece a los artistas la oportunidad de que sus canciones sean escuchadas por artistas famosos y ejecutivos de la industria musical.
Dependiendo de la categoría, las presentaciones se juzgan según diversos criteros. Actualmente los premios se brindan en 23 categorías, entre las que destacan blues, música infantil, country, jazz, latina, rock e instrumental. Dentro del jurado han participado artistas y bandas como Coldplay, George Thorogood, Linkin Park, Tom Waits y Nancy Wilson.